# Yikezhaogia
Yikezhaogia es un género extinto de terápsido terocéfalo que vivió durante el Triásico Inferior en Mongolia. Se sabe de su existencia a partir de un único trozo de un cráneo y huesos postcraneales asociados que representan la especie Yikezhaogia megafenestrala. Es identificable como terocéfalo debido a su delgada barra postorbital ubicada detrás de la cavidad ocular, su abertura temporal alargada detrás de la barra, y una mandíbula inferior delgada con una baja apófisis coronoides mandibular. Los largos alojamientos dentales en su mandíbula superior son indicadores que Yikezhaogia poseía grandes dientes caniniformes. Los dientes de la mandíbula inferior poseían punta roma y eran cilíndricos. Aunque es incierta su ubicación precisa entre los terocéfalianos, es probable que Yikezhaogia sea un miembro basal del grupo Baurioidea.